# Дарница
Да́рница (укр. Да́рниця) — историческая местность на левом берегу Днепра в Киеве.
В XIX веке была частью Броварской волости Остерского уезда Черниговской губернии и представляла собой дачную местность с вековым сосновым лесом. В письменных источниках впервые упоминается в 1509 году, в связи с земельным спором между Никольским монастырём и Киево-Печерской лаврой. В те времена по местности протекала речка Дарница, в настоящее время частично заключённая в трубы.
Другая версия происхождения названия — от старославянского [дарны́ця] (от слова дар — «подарок»). В Средние века в этом месте якобы находилась слобода или постоялый двор для встречи дорогих гостей киевского князя — в то время было принято ехать навстречу гостям, встречать их с ценными подарками, оказывать всяческое содействие и сопровождать обратно в город. Представители князя переплывали на лодках Днепр, ждали в дарны́це гостей, в случае надобности устраивали их на ночь и наутро сопровождали их в город.
После Великой Отечественной войны левобережная часть Киева вокруг застроенной частными домами Старой Дарницы начала интенсивно расширяться. На месте дач и пустырей были застроены известная с 1896 года Новая Дарница и новые жилые массивы — Березняки, Воскресенка, Русановка и другие.
На сегодняшний день в Дарнице проживают около 250 тысяч человек.
По названию местности получили имена городской район, главные в ней площадь и бульвар, железнодорожный и железнодорожно-автомобильный мосты, кладбище и воинский мемориал, железнодорожная станция-вокзал, станция метро, фармацевтическая фирма, шёлковый комбинат, вагоноремонтный (в годы войны танкоремонтный) завод, депо метро и трамвая, универмаг, сорт подового хлеба и другие объекты. В годы войны оккупационные власти нацистской Германии устроили в Дарнице концентрационный лагерь.

## Галерея
- Памятник жертвам Дарницкого концлагеря
- Памятник Юрию Гагарину
- Памятник экипажу бронепоезда "Таращанец"
- Инсталяция сердца возле Дарницкого ЗАГСа
- Дворец культуры "Дарница"